# نخستی‌ریختان
نخستی‌ریختان (نام علمی: Primatomorpha) نام یک mirorder از فراراسته فرانخستی‌ها است.